# فانتوم (فرقة)
فانتوم (أسلوبا هكذا PHANTOM) (كورية: 팬텀) هو ثلاثي هيب هوب كوري جنوبي، يتألف من ثلاثة أعضاء: Kiggen، Sanchez وHanhae. وهم تحت إدارة Brand New Music وKim Do-hoon (김도훈) تحت إدارة وا إنترتينمنت. الفرقة أصدرت ثلاتة أغنية منفردة ألبومات منفردة وألبومين مصغريين: Phantom City & Phantom Theory. في 19 مايو 2014، الفرقة أصدرت أول ألبوم مطول قياسي بعنوان Phantom Power.

## الأعضاء
- Lee Ki Won (Kiggen) - قائد، رابر، منتج
- Shin Jae Min (Sanchez) - مغني، رابر، منتج
- Jung Han Hae (Hanhae) - مغني، رابر

## وصلات خارجية
- فانتوم على موقع ميوزك برينز (الإنجليزية)

- (Korean) Official website
- (كورية) فانتوم على كافي داوم
- (كورية) فانتوم على فيس بوك